# Melanosuchus latrubessei
O jacaré-açu-brasileiro (Melanosuchus latrubessei) também referido somente como jacaré-brasileiro, é uma espécie de crocodiliano extinta que viveu em uma região que abrange ao que hoje condiz aos estados do Acre e Amazonas.

## Características
O jacaré brasileiro é de dimensões quase idênticas às do contemporâneo jacaré-açu, sendo sutilmente mais robusto. Os machos totalmente crescidos teriam medido 3,5 a 4,5 metros, com pesos medianos variando de 300 a 400 quilogramas. A espécie teria um crânio mais robusto feito para a maior capacitação de consumo de tartarugas e crustáceos, sendo detentor de uma mordida consideravelmente mais forte que a de seu parente moderno. 

## Paleoecologia
O jacaré brasileiro viveu em meio a uma rica fauna, mas em contraste ao jacaré-açu, o jacaré brasileiro não ocupou o topo da cadeia alimentar, sendo um mesopredador de alto nível trófico. A espécie potencialmente se alimentou de macacos do já extinto gênero Stirtonia, e também de grandes roedores do gênero Josephoartigasia, assim como também preguiças, botos, aves aquáticas, as serpentes do gênero Colombophis e demais presas. 
O jacaré brasileiro provavelmente teve como competidor principal os crocodilídeos do gênero Charactosuchus, com os quais disputou certamente o acesso a peixes, e também entrara em conflitos com as pequenas espécies do gênero Mourasuchus, e fora suprimido pelas espécies grandes do gênero e igualmente pelos gavialídeos do gênero Gryposuchus, mas fora suprimido ecologicamente e predado pelo Purussaurus brasiliensis. Provavelmente coexistiu com o jacaré-açu (Melanosuchus niger) .